# Западни Дарфур
Западни Дарфур (арап. غرب دارفور) је једна од 26 држава Судана и једна од три које сачињавају област Дарфур. Ова држава заузима површину од 79.460 km², на којој према процени из 2006. живи 1.007.000 становника. На истоку се граничи са Северним и Јужним Дарфуром, а на западу и северу са Чадом. Главни град Западног Дарфура је Генеина (арап. الجنينة). 
Западни Дарфур је место на којем се води велики део борби рата у Дарфуру.